# Gymnocalycium megalothelos
Gymnocalycium megalothelos ist eine Pflanzenart in der Gattung Gymnocalycium aus der Familie der Kakteengewächse (Cactaceae).

## Beschreibung
Gymnocalycium megalothelos wächst einzeln mit trübgrünen bis bräunlich grünen, abgeflacht kugelförmigen Trieben, die bei Durchmessern von bis zu 10 Zentimetern ebensolche Wuchshöhen erreichen. Die zehn bis zwölf scharfkantigen Rippen sind deutlich gehöckert. Der einzelne abstehende Mitteldorn ist leicht gebogen. Die sieben bis acht nadeligen, ausgebreiteten Randdornen sind braun bis grau und 1 bis 1,5 Zentimeter lang.
Die etwas rosaweißen Blüten erreichen eine Länge von 3 bis 4 Zentimeter. Die eiförmigen Früchte sind blaugrün, bis zu 2 Zentimeter lang und weisen einen Durchmesser von 1 bis 1,5 Zentimeter auf.

## Verbreitung und Systematik
Gymnocalycium megalothelos ist wahrscheinlich in Paraguay verbreitet.
Die Erstbeschreibung als Echinocactus megalothelos erfolgte 1898 durch Karl Moritz Schumann. Nathaniel Lord Britton und Joseph Nelson Rose stellten die Art 1922 in die Gattung Gymnocalycium.

## Nachweise